# Helianthemum concolor
Helianthemum concolor là một loài thực vật có hoa trong họ Nham mân khôi. Loài này được (L.Riley) J.G.Ortega mô tả khoa học đầu tiên năm 1929.